# 3848 Analucia
A 3848 Analucia (ideiglenes jelöléssel 1982 FH3) a Naprendszer kisbolygóövében található aszteroida. Henri Debehogne fedezte fel 1982. március 21-én.